# Eupatorium polyneuron
Eupatorium polyneuron là một loài thực vật có hoa trong họ Cúc. Loài này được (F.J. Herm.) Wunderlin mô tả khoa học đầu tiên năm 1973.